# Hoogvinkarper
De hoogvinkarper (Poecilia velifera) is een vissoort die voorkomt in de regio van het Mexicaanse schiereiland Yucatán. Deze tropische vis leeft vooral in langzaam stromend water. De soort is populair in de aquariumhandel en staat bekend als een relatief makkelijk te houden aquariumvis. De hoogvinkarper is een van de eierlevendbarende tandkarpers.

## Beschrijving
De hoogvinkarper dankt zijn naam aan zijn grote rugvin die doorloopt tot aan de staart. Bij de mannetjes is deze rugvin dan nog eens heel sterk uitgegroeid. Vaak is de vin zelf hoger dan het lichaam van de vis. De soort lijkt sterk op de zeilvinkarper (Poecilia latipinna).
De staart is dan eerder weer rond in vergelijking met zijn andere vinnen. De hoogvinkarpers komen in de natuur vooral voor in onopvallende kleuren, maar in de handel worden diverse vormen en mutanten aangeboden met uiteenlopende kleuren van wit-blauw tot oranje-blauw.
De mannetjes zijn herkenbaar door hun zeer hoge rugvin en het gonopodium, het geslachtsorgaan. Bij de mannetjes zijn de borstvinnen vergroeid tot een trechtervormige buis waarmee ze hun hom in het vrouwtje kunnen doneren. Een portie hom wordt door het vrouwtje gebruikt om verschillende legsels te bevruchten. De vrouwtjes zijn eerder kalm en zijn dan ook het meest te vinden in één kleur. Zij worden doorgaans ook groter dan de mannetjes, met een lengte van respectievelijk ongeveer 16 en 12 centimeter. In een aquarium blijven de dieren kleiner dan ze in de natuur zouden worden. De hoogvinkarper heeft een grote bek die naar boven gericht staat, waarmee hij gemakkelijk aan het wateroppervlak voedsel kan pakken.

## Aquarium
De hoogvinkarper komt voor bij temperaturen van 25-28 °C. Ze voelen zich het best thuis in een groot, afgedekt aquarium. Hoe groter het aquarium, hoe groter de rugvin kan worden. In de natuur wordt deze doorgaans veel groter dan bij exemplaren die in een aquarium worden gehouden.
In de hoeken van het aquarium is het beter als men planten plaatst en langs het oppervlak mogen desnoods ook nog drijfplanten. Deze doen goed als dienst voor de jongen van de hoogvinkarper. Bij gebruik van een donkere bodem komen de kleuren van de hoogvinkarper maximaal uit.
De hoogvinkarper wordt het best gehouden in een haremverband. Het beste is als er meer vrouwtjes en minder mannetjes in een aquarium gehouden worden. Een goede verhouding kan zijn 6 vrouwtjes samen met 3 mannetjes. De mannetjes zijn gekend om het vechten met elkaar en dit doen ze door hun grote rugvin uit te steken en zo proberen de andere te imponeren.
Deze vissen kunnen wel samenleven met andere vissen die aan dezelfde zorgeisen voldoen als de hoogvinkarper. De vissen leven in meer alkalisch (hoge pH) of harder (kalkrijk) water, maar ze kunnen ook tegen brak of zelfs zout water.

## Voedsel
De hoogvinkarper heeft een naar boven gerichte bek. Het is een alleseter die hoofdzakelijk voer aan het wateroppervlak tot zich neemt, de vis is in de hogere waterlagen te vinden. Hij eet cyclops (eenoogjes, kleine kreeftachtigen), watervlooien, muggenlarven en roeipootkreeftjes, kleine geleedpotigen die net onder het wateroppervlak leven. Ook drijvende diertjes als fruitvliegjes worden gegeten. In het aquarium mag het voedsel zowel levend als ingevroren worden aangeboden. Net zoals alle kleine tandkarpers is ook de hoogvinkarper een goede algeneter. Bij het grazen aan de algen beschadigt hij de planten namelijk niet.

## Voortplanting en opkweek
De hoogvinkarper kan om de 8-11 weken nieuwe jongen produceren die levendbarend worden geboren. De vrouwtjes worden bevrucht door het gonopodium van de mannetjes. Het vrouwtje heeft de mogelijkheid om het overschot aan zaad op te slaan.
Vrouwtjes kunnen wel tot 70 jongen afzetten die verspreid kunnen zijn over bepaalde tijdstippen van dag tot week. De term levendbarend doet vermoeden dat het vrouwtje jongen baart die niet meer in een eitje zitten. Dit is slechts de halve waarheid. De eieren worden in het vrouwtje uitgebroed en net voor het uitkomen ervan gaat het vrouwtje "bevallen". De eitjes worden een voor een naar buiten geperst. Maar tegen de tijd dat ze de grond raken zijn de jongen uit hun vliezig ei gekropen en zwemmen ze vlug de dichte beplanting in. Daar teren ze de eerste 2 dagen nog op hun dooierzak. Ze zijn dan zeer kwetsbaar en de ouders dienen uit het aquarium gehaald te worden omdat ze kannibalistisch zijn.
De jongen worden snel groot en kunnen na 3 maanden al een grootte hebben van 3-4 centimeter. De beste kweekresultaten worden bereikt als men de jongen voert met pas ontloken artemie of cyclops. Wanneer ze groot genoeg zijn kan er worden overgeschakeld op andere voedseldiertjes. Ook is het belangrijk dat minstens 2 keer per week zo'n 20% van het water wordt ververst, zodat er goed uitgegroeide vissen komen. Daarnaast is zoals in ieder aquarium een goed filter onontbeerlijk.
P. parae · 
P. boesemani · 
P. butleri · 
P. catemaconis · 
P. caucana · 
P. caudofasciata · 
P. chica · 
P. dauli · 
P. elegans · 
P. formosa · 
P. gillii · 
P. hispaniolana · 
P. koperi · 
P. kykesis · 
P. latipinna · 
P. latipunctata · 
P. marcellinoi · 
P. maylandi · 
P. mechthildae · 
P. mexicana · 
P. nicholsi · 
P. orri · 
P. petenensis · 
P. reticulata (Gup) · 
P. rositae · 
P. salvatoris · 
P. sphenops · 
P. sulphuraria · 
P. teresae · 
P. vandepolli · 
P. velifera · 
P. vivipara · 
P. wandae · 
P. wingei
1. ↑  (en) Hoogvinkarper op de IUCN Red List of Threatened Species.